# Langues régionales ou minoritaires en France
Pour les articles homonymes, voir Langue de France.
 (mars 2021).
Les langues régionales ou minoritaires en France sont un ensemble de langues géographiquement et historiquement implantées sur le territoire français, autres que la langue française. Les variétés régionales du français ainsi que les langues issues de l'immigration ne sont pas considérées comme des langues régionales. Par contre, par exemple, des langues comme le basque, le gascon en Val d'Aran, le catalan, parlées de part et d'autre de la frontière franco-espagnole, sont reconnues comme des langues régionales en France.
Elles sont parfois appelées dialectes, parlers ou patois plutôt que langues, afin d'insister sur leur caractère local. Cependant, en linguistique, « dialecte » désigne une variété significativement distincte d'une langue donnée, tandis que « patois » tend à être évité du fait de sa valeur souvent péjorative. Certains linguistes tels Henriette Walter se servent indifféremment de ces trois termes.

## Statut officiel
L'article 2 de la Constitution française de 1958 mentionne, depuis sa modification par la loi constitutionnelle du 25 juin 1992, que « La langue de la République est le français », faisant ainsi du français la seule langue officielle en France.
La révision constitutionnelle du 23 juillet 2008 ajoute l'article 75-1 de la Constitution qui reconnait la valeur patrimoniale des langues régionales : « Les langues régionales appartiennent au patrimoine de la France. ».
Les langues régionales font l'objet d'une première reconnaissance en France en 1951 avec la loi Deixonne, qui introduit le basque, le breton, le catalan et l’occitan dans l'enseignement. D'autres langues suivront : le corse en 1974,, le tahitien en 1981, les créoles guadeloupéen, martiniquais, guyanais et réunionnais en 1984, quatre langues kanak (l'ajië, le drehu, le nengone et le paicî) en 1992.
Les langues régionales peuvent également être choisies comme langues vivantes au baccalauréat. Ces langues sont les suivantes : basque, breton, catalan, corse, langues mélanésiennes (l'ajië, le drehu, le nengone et le paicî), langue d’oc, tahitien (1993). Ces langues, ainsi que le gallo, les langues régionales d'Alsace et les langues régionales de Moselle peuvent quant à elles faire l'objet d'une épreuve facultative (option). En 2005, le créole y est ajouté.
En 2001, la Délégation générale à la langue française devient la Délégation générale à la langue française et aux langues de France (DGLFLF).
Au Bureau européen pour les langues moins répandues, la branche française regroupe dix communautés linguistiques : breton, catalan, corse, langues créoles, allemand/alsacien, basque, luxembourgeois/mosellan, flamand, occitan et langues d'oïl.
Un rapport établi à la demande du gouvernement de Lionel Jospin en 1999, par Bernard Cerquiglini, de la Délégation générale à la langue française, intitulé Les langues de la France, a répertorié au sein d'une liste de 75 langues, celles auxquelles aurait pu s'appliquer la Charte européenne des langues régionales ou minoritaires. La France signe 39 articles de la Charte européenne des langues régionales ou minoritaires sur les 98 que comporte le texte, mais sans les ratifier. Le processus de ratification s’est interrompu en juin 1999 quand le Conseil constitutionnel, saisi par Jacques Chirac, alors président de la République, estime que cette charte contenait des clauses inconstitutionnelles, incompatibles en particulier avec l'article 2 de la Constitution. Nécessitant une nouvelle modification de la Constitution pour permettre cette ratification.

### Définition de la Charte européenne
« Au sens de la présente Charte : par l'expression « langues régionales ou minoritaires », on entend les langues pratiquées traditionnellement sur un territoire d'un État par des ressortissants de cet État qui constituent un groupe numériquement inférieur au reste de la population de l'État ; et différentes de la (des) langue(s) officielle(s) de cet État ; elle n'inclut ni les dialectes de la (des) langue(s) officielle(s) de l'État ni les langues des migrants. »
[réf. nécessaire].

Quoique la Charte insiste sur la notion de territoire pour chaque langue, elle définit néanmoins ce que l'on appelle les langues minoritaires qui sont 
« pratiquées par des ressortissants de l'État qui sont différentes de la (des) langue(s) pratiquée(s) par le reste de la population de l'État, mais qui, bien que traditionnellement pratiquées sur le territoire de l'État, ne peuvent pas être rattachées à une aire géographique particulière de celui-ci.  »
[réf. nécessaire].

## Histoire

### Ancien Régime
Durant les guerres de Religion la maîtrise des langues régionales, des parlers locaux et des sociolectes paysans est indispensable aux belligérants afin de pouvoir introduire des soldats déguisés dans les villes à prendre.

### Recensement de 1806
En 1806, sous Bonaparte, à l'occasion du recensement de la population, le bureau de la statistique du ministère de l'Intérieur conduisit, sous la direction de Charles Coquebert de Montbret, une enquête linguistique dans toutes les communes de l'Empire français. Coquebert de Montbret en donna les résultats après la chute de l'Empire dans les frontières de la France de 1815, dans un Essai d'un travail sur la géographie de la langue française.
L'enquête linguistique, qui additionna la population des communes, au recensement de 1806, suivant la langue maternelle des habitants, trouva que l'on parlait flamand dans des communes de l'actuelle région Nord-Pas-de-Calais totalisant 156 973 habitants (155 712 dans le département du Nord et 1 261 dans le Pas-de-Calais). Des dialectes allemands étaient parlés dans des communes de l'Alsace-Moselle, totalisant 1 036 498 habitants (776 041 dans l'actuelle région Alsace et 260 457 dans l'actuel département de la Moselle). Le breton était parlé dans des communes de l'ouest de la Bretagne totalisant 985 558 habitants. Le basque était parlé dans des communes de l'ouest de l'actuel département des Pyrénées-Atlantiques totalisant 109 306 habitants. Enfin le corse (et quelques parlers liguriens et grecs) était parlé en Corse, dont la population était de 174 702 habitants en 1806[réf. nécessaire].
D'après les résultats du recensement de 1806, la France métropolitaine comptait 29 648 000 habitants si l'on prend les frontières de 2013.
Une fois déduits les habitants de langue flamande, allemande, bretonne, basque et corse, restaient donc 27 185 000 habitants de langues romanes en France métropolitaine continentale, que Coquebert de Montbret définit comme étant « de langue française dans ses différents dialectes et patois ».

Concernant les patois (terme générique qu'il emploie) que Coquebert de Montbret recense (Essai d'un travail sur la géographie de la langue française, p. 26-28) comme idiomes de la langue d’oc, il les nomme successivement , d’ouest en est :  gascon, périgourdin, limousin, languedocien, provençal et dauphinois[réf. nécessaire].
Les travaux modernes des linguistes permettent d'estimer que sur ces 27 185 000 personnes, environ 8 461 000 vivaient dans des zones où l'on parlait l'occitan, 118 700 dans des zones où l'on parlait le catalan, environ 2 197 000 dans des zones où l'on parlait le francoprovençal, et enfin environ 16 408 000 dans des zones où l'on parlait des langues d'oïl[réf. nécessaire].
Tableau récapitulatif :
| Langue              | Nombre de locuteurs | Pourcentage de la population française |
| ------------------- | ------------------- | -------------------------------------- |
| Langues d'oïl       | 16 408 000          | 58,5 %                                 |
| Occitan             | 8 461 000           | 25 %                                   |
| Francoprovençal     | 2 197 000           | 7,4 %                                  |
| Dialectes allemands | 1 036 498           | 3,5 %                                  |
| Breton              | 985 558             | 3,3 %                                  |
| Corse               | 174 702             | 0,6 %                                  |
| Flamand             | 156 973             | 0,5 %                                  |
| Catalan             | 118 700             | 0,4 %                                  |
| Basque              | 109 306             | 0,4 %                                  |
| Total               | 29 648 000          | 100%                                   |

### Rapport Cerquiglini
En 1999, Bernard Cerquiglini, dans un rapport au gouvernement Lionel Jospin en vue de la ratification éventuelle de la Charte européenne des langues régionales ou minoritaires, a dressé une liste de 75 langues régionales et minoritaires en France métropolitaine et d'outre-mer. La Délégation générale à la langue française et aux langues de France (DGLFLF) s'en est largement inspirée pour établir sa propre liste. Treize de ces langues font aujourd'hui l'objet d'un enseignement public[réf. nécessaire] :
- dans le cadre de la loi Deixonne : le basque, le breton, le catalan et l'occitan ;
- depuis 1974 : le corse ;
- depuis 1981 : le tahitien ;
- depuis 1992 : quatre langues mélanésiennes[Lesquelles ?] ;
- depuis 2006 : le gallo (initiation à la langue), le francique lorrain et l'alsacien.

Depuis 2008, l'article 75-1 de la Constitution française de 1958 reconnaît les langues régionales comme appartenant au patrimoine de la France. Aucune n'a cependant statut de langue officielle, qui est celui du seul français.
De nombreux habitants des départements français d'Afrique du Nord parlaient l'arabe dialectal ou le berbère et se sont installés en métropole sans cesser d'être des ressortissants français (ce qui est le cas des Harkis). Bernard Cerquiglini, auteur du rapport, considère que cette situation correspond à ce que définit la charte et intègre ces deux langues dans la liste des langues minoritaires de France.
Il fait de même avec l'arménien occidental, du fait de l'implantation arménienne en France après le génocide des Arméniens dans l'empire ottoman en 1915-1916. Dans son rapport les langues minoritaires sans territoire sont donc : 
- le berbère
- l'arabe dialectal
- le yiddish
- le romani chib
- l'arménien occidental

La DGLFLF a rajouté deux langues :
- le judéo-espagnol
- la langue des signes française

De constitution récente (XIXe siècle - XXe siècle), la langue des signes française (LSF) est perçue par nombre de ses utilisateurs comme un idiome minoritaire non (re)connu par la population entendante. Constitutive d'un phénomène tant culturel que sociologique, la LSF compte plus de 100 000 utilisateurs (signeurs), soit la grande majorité des 80 000 sourds de France et une appréciable proportion des grands malentendants[réf. nécessaire].

## Évolution du nombre de locuteurs
En 1999, le créole[Lequel ?] (à base française) est, avec 2,5 millions de locuteurs, la langue régionale la plus utilisée. Après le créole, les diverses langues réunies d'oïl et d'oc sont utilisées par plus d'un million de personnes chacune. Au tournant des années 2000, l'Ined constate une « érosion des langues en une génération » si bien qu'en 2011 86 % des personnes interrogées parlent exclusivement le français, alors qu'elles n'étaient que 74% à le parler dans leur enfance. Parmi les personnes nées ou élevées en métropole, ce chiffre atteint 93 %.

## Langues de France métropolitaine continentale

### Langues et parlers romans
La grande majorité des langues historiques de France sont des langues romanes, c'est-à-dire des langues évoluées depuis le latin vulgaire importé par les Romains à une population autrefois de langues majoritairement gauloises. Ce substrat gaulois a eu une profonde incidence sur la formation ultérieure des différentes langues d'oïl et d'oc, ainsi que la romanisation des territoires. Par exemple, l'émergence d'un groupe de langues occitanes au haut Moyen Âge est une conséquence de ce que le sud de la France avait été conquis plus tôt que le nord par les Romains, et avait été plus profondément romanisé. L'effet en fut que l'accent des populations locales s'aligna plus facilement sur l'accent latin du bassin de la Méditerranée, tandis que le nord de la Gaule, conquis plus tard et moins profondément romanisé, verra émerger les langues d'oïl (et donc le français), variétés de latin dont l'accent a retenu plus de phonèmes de l'ancienne langue gauloise (par exemple la tendance à la nasalisation). À cette première situation s'est ajoutée ensuite une influence germanique générale due aux invasions barbares avant et après la chute de l'Empire Romain, avec une influence desdits parlers germaniques plus importantes dans certaines zones qu'ailleurs (dans la future Picardie ou ce qui deviendra la Wallonie par exemple, ce qui aura un effet sur les langues d'oïl qui s'y développèrent : le picard et le wallon)[réf. nécessaire].

#### Langue d'oïl

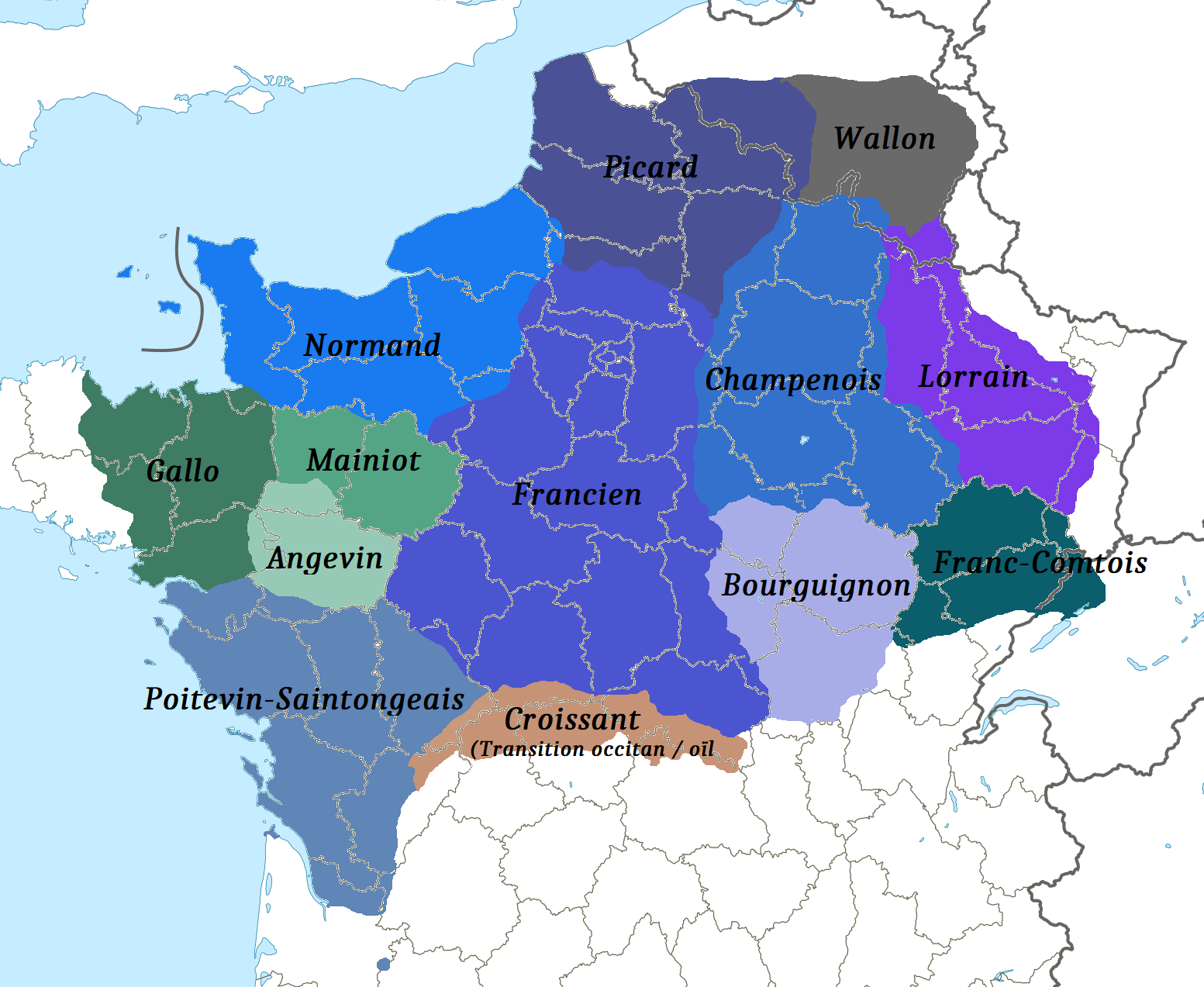
Langues d’oïl selon lAtlas sonore des langues régionales (CNRS 2020).

Les langues d'oïl forment un groupe de langues relativement homogènes dont le français standard est le résultat (le français moderne s'est développé plus particulièrement à partir des variétés d'oïl parlées dans l'Orléanais, la Touraine et l'Île-de-France, c'est-à-dire les terres où le pouvoir royal était sis). Les langues d'oïl ont évolué dès le haut Moyen Âge, il n'est pas rare qu'on puisse identifier l'origine d'un auteur d'un texte en ancien français aux traits linguistiques déjà présents à cette époque (voir les variantes de l'ancien français comme l'ancien picard, l'ancien normand et l'anglo-normand qui en dérive, l'ancien bourguignon, etc.)[réf. nécessaire].

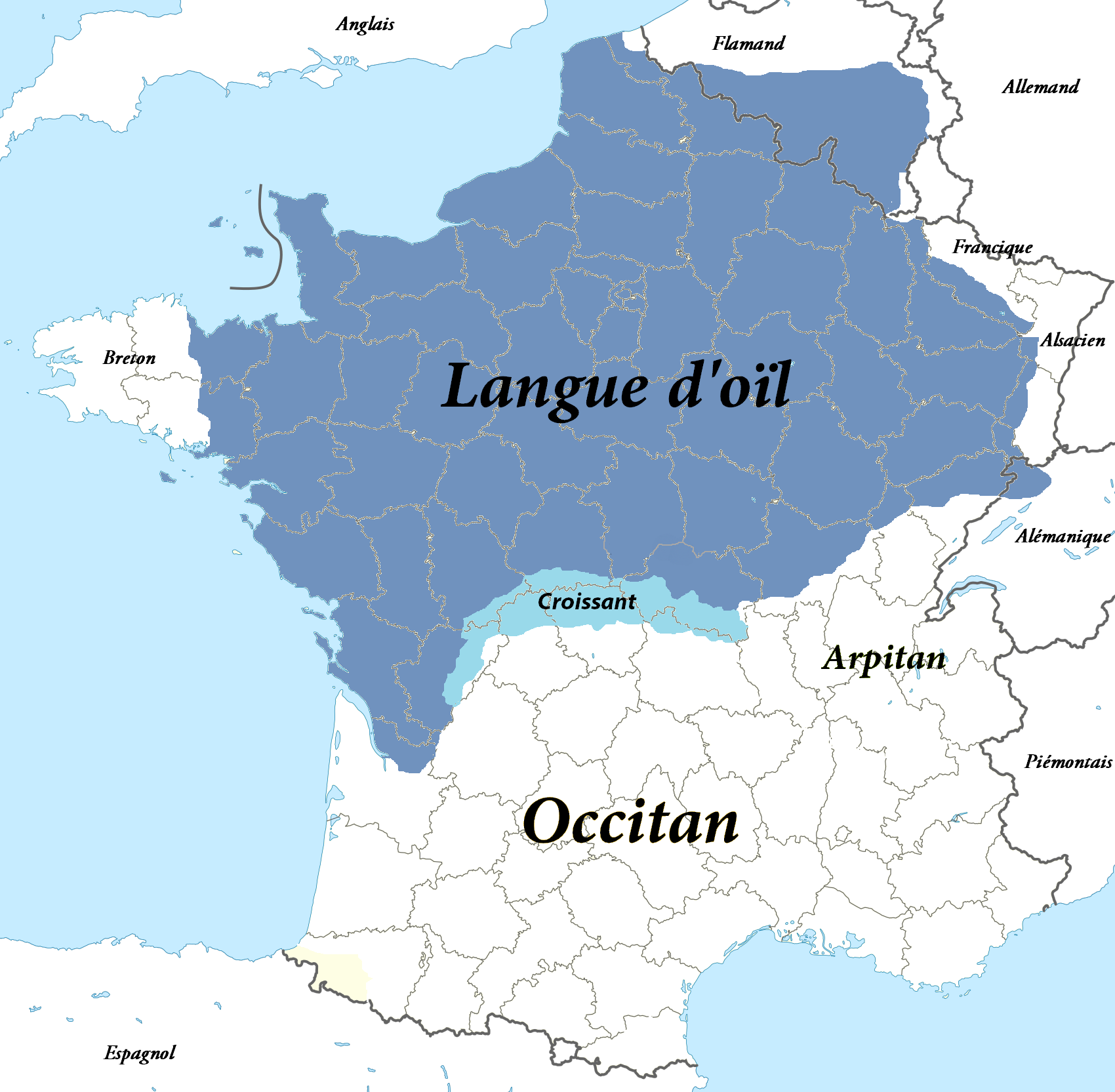
Langue d’oïl en tant que domaine linguistique.

On peut distinguer des affinités entre certaines variétés de langue d'oïl qui pourraient les rapprocher en des sous-ensembles, mais cela reste sujet à caution puisque certaines variétés présentent des évolutions typiques d'un ensemble mais pas d'autres évolutions pourtant typiques dudit ensemble. On a parfois, cependant, identifié volontiers un ensemble d'ouest regroupant le normand, le mainiot, le gallo, le poitevin-saintongeais et le picard, l'orléanais, le tourangeau, l'angevin et le berrichon, et un ensemble d'est regroupant le bourguignon, le morvandiau, le franc-comtois, le lorrain, le champenois et le wallon ; ou encore un ensemble picardo-wallon avec parfois l'ajout du normand, quelquefois encore un groupe normanno-picard, sur la base d'évolutions phonétiques convergentes. Un sous-ensemble bourguignon-comtois n'est plus à démontrer en revanche, ce qui, historiquement, est tout à fait explicable et compréhensible, puisque le duché de Bourgogne et la Franche-Comté, anciennement comté de Bourgogne, étaient réunis en une seule entité politique jusqu'au XVIe siècle[réf. nécessaire].
Certaines constantes se retrouvent très souvent dans les langues d'oïl et sont comme devenues des lieux communs, par exemple la prononciation -oé- ou -ouè- de la diphtongue française -oi- (bien que la prononciation /ua/ ne soit que très tardive et à l'origine minoritaire, cantonnée au parler de l'est francilien et à la Champagne, il est ainsi naturel de retrouver la prononciation -ouè-/-oé- abondamment dans les variétés d'oïl provinciales)[réf. nécessaire].
Un autre point commun à beaucoup de langues d'oïl, encore très présent dans la mémoire collective quand il s'agit d'imiter un patois rural de province, est la prononciation -iau- du suffixe -eau du français (châtiau, gâtiau, batiau, biau, etc.), ce qui est typique des parler d'oïl du Berry, de l'Anjou, du Maine (sarthois et mayennais), du Tourangeau, de l'Orléanais ou encore du picard, mais aussi de la norme la plus répandue en ancien français[réf. nécessaire].
Voici une liste des différentes variétés de langue d'oïl parlées sur le territoire français[réf. nécessaire] :
- angevin
- berrichon
- bourbonnais
- bourguignon-morvandiau
  - brionnais-charolais
  - mâconnais
- champenois
  - ardennais
- franc-comtois
- gallo
- lorrain
  - welche, topolecte roman, employé à l'Ouest de l'Alsace, dans une petite aire chevauchant Haut et Bas-Rhin.
- mayennais
- normand
  - normand méridional
- orléanais
- parler sarthois
- picard
- poitevin-saintongeais dans ses deux variétés : poitevin et saintongeais[31]
  - maraîchin (variété de poitevin)
- tourangeau
- wallon, longtemps majoritaire dans la botte de Givet (Ardennes), cette langue encore vivace en Belgique n'y compte désormais que quelques dizaines de locuteurs[réf. nécessaire].

#### Francoprovençal (romand, arpitan)
- bressan
- dauphinois
- burgondan
- forézien
- jurassien
- lyonnais
- savoyard

La dénomination francoprovençal, la plus ancienne, n'a qu'une acception géographique ; elle est pourtant en usage parmi la majorité des linguistes. Cependant, nombre de pratiquants préfèrent les appellations de romand (essentiellement utilisé en Suisse) ou d'arpitan.

#### Occitan

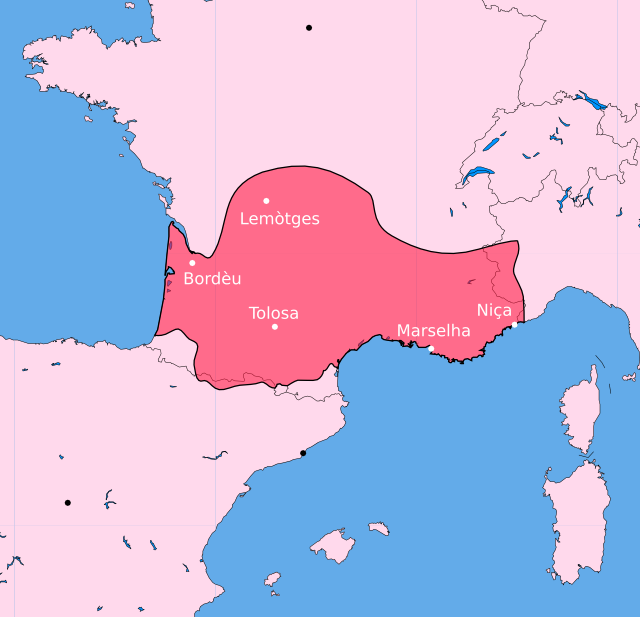
Aire d'influence de la langue d'oc (dialectes et parlers interférentiels confondus).

Les langues romanes de la moitié sud de la France forment un groupe de langues relativement hétérogène appelé occitan ou langue d’oc (appelée provençal avant 1930 ). Son domaine couvre aussi le Val d'Aran en Espagne et la partie ouest du Piémont (Italie). Les langues d'oc présentent une richesse certaine (vocabulaire, expressivité, capacité d’évolution) et une grande variabilité (diversité régionale et accentuations) qui, en général, ne nuit pas à la compréhension entre les locuteurs des différents dialectes. Le nombre de ses locuteurs actuels fait l'objet de controverses, la majorité des estimations se situent autour de 2 millions.
L'ensemble occitan ou de langue d'oc est composé des variétés suivantes[réf. nécessaire] : 
- L'auvergnat,
- Le gascon (inclut le béarnais et le bigourdan, les gascons armagnacais, landais ou maritime, girondin...)[33]
- Le languedocien,
- Le limousin,
- Le provençal (incluant l'alpin, le maritime, le niçois et le rhodanien),
- Le vivaro-alpin (dont le mentonasque, dialecte du Pays Mentonasque, de transition entre les parlers ligures et occitans).

#### Catalan

Aire de diffusion du catalan dans le département des Pyrénées-Orientales, la zone du Fenouillèdes au nord-ouest est occitanophone.

Le catalan est parlé en France dans le département des Pyrénées-Orientales à l'exception du Fenouillèdes où l'occitan est pratiqué. Cette aire de diffusion correspond à l'ancienne province du Roussillon rattachée à la France en 1659 par le traité des Pyrénées et antérieurement possession de la couronne d'Aragon au sein du royaume d'Espagne. Cette zone est également appelée Catalogne Nord (soit Catalunya Nord ou, moins fréquemment, Catalunya del Nord).

Alors qu'en Espagne la pratique du catalan s'est maintenue à un niveau assez important, elle a connu en France un recul progressif à partir de 1700, date à laquelle Louis XIV en interdit son usage dans l'espace public (décret du 2 avril 1770) affirmant : « Cet usage repugne et est contraire a Nôtre authorité a l'honneur de la Nation françoise. »[réf. nécessaire].
Une étude datant de 1997 rapporte que 55 % de la population de la zone catalanophone comprend le catalan, 39 % sait le lire et 34 % le parler[réf. nécessaire].
Selon une précédente enquête de 1993, la proportion de locuteurs augmente dans les villages – atteignant 70 % de la population – mais reste de 40 % dans le chef-lieu départemental, Perpignan.
Le catalan reste très peu enseigné dans le département ; on constate néanmoins le développement d'un réseau d'écoles pratiquant l'immersion linguistique dans cette langue, la Bressola ainsi que les écoles Arrels. Les habitants des Pyrénées-Orientales ont aussi accès aux radios et télévisions catalanes qui émettent depuis la Catalogne espagnole (aussi appelée Catalogne sud ou Catalunya sud).

#### Italo-roman
- corse
  - supranacciu (ou cismontanu)
  - suttanacciu (ou oltramontanu)
- calvais

#### Gallo-italique

Les parlers ligures en France (Alpes-Maritimes, Corse du Sud) et à Monaco
Figoun (Alpes-Maritimes)
Figoun (Var, Monaco)
Brigasque
Tendasque (Brigasque)
Ligure colonial (Bonifacio)

Les parlers gallo-italiques, transitionnels entre l'italo-roman et le gallo-roman, se situent principalement en Italie du Nord. En France s'y rattachent les variétés de ligurien alpin, appelé parfois génois alpin ou Zeneise : royasque, brigasque[réf. nécessaire].
De fait, dans les Alpes-Maritimes, cinq communes de la haute vallée de la Roya : Breil-sur-Roya, Fontan, Saorge, La Brigue et Tende présentent pour les linguistes Pierre Bec et Jean-Philippe Dalbera des parlers aux traits majoritairement liguriens quoique restant intermédiaires avec l'occitan. Ils sont dits liguriens alpins et attestent une variante intérieure proche du génois (ou ligurien côtier) du XVIe siècle. De par leurs situations, ces communes communiquent directement avec la basse vallée de la Roya italienne ainsi qu'avec Vintimille, sa principale métropole (dont le ligure est dit intémélien)[réf. nécessaire].
La frontière linguistique est relativement étanche avec les villages occitans maralpins (parlers appelés aussi vivaro-alpins ou gavots maritimes) limitrophes à l'ouest de Moulinet, Sospel, Castillon et Castellar[réf. nécessaire].
Par ailleurs, il a existé des isolats figoun : Monaco (13-14e, Malizia Grimaldi s'empare du château de Monaco) et ceux disparus de Saint-Tropez, Mouans-Sartoux, Biot, Vallauris, Mons et Escragnolles dus à des repeuplements ligures, ces villages étant dévastés par les guerres de religion et la peste[réf. nécessaire].
Un dialecte ligure est également parlé dans la ville de Bonifacio en Corse: le bonifacien.

### Langues et parlers germaniques

#### Rattachés au haut-allemand

##### Moyen-allemand

Dialectes de Moselle.

Les trois langues ci-dessous font partie du groupe linguistique du francique lorrain, appelé traditionnellement : platt, ditsch,  plattdeitsch, Lothringer platt, etc.
- francique luxembourgeois (parler traditionnel usité dans l'arrondissement de Thionville) ;
- francique mosellan (parler traditionnel usité dans l'ancien arrondissement de Boulay-Moselle) ;
- francique rhénan lorrain (ce parler traditionnel lorrain, de Saint-Avold à Bitche en passant par Sarrebourg et Sarreguemines, où se tient annuellement le Festival de langue francique et des langues de France - est également, de Keskastel jusqu'à La Petite-Pierre, un des faits culturels majeurs de l'Alsace Bossue).

Avec le francique ripuaire, présent en Allemagne, en Belgique et aux Pays-Bas, ces parlers, moins vivaces désormais en Lorraine thioise qu'en Sarre, Luxembourg voire Rhénanie-Palatinat, constituent le continuum moyen-francique[réf. nécessaire].

##### Allemand supérieur
Groupe[réf. nécessaire] :
- alémanique (alsacien) :

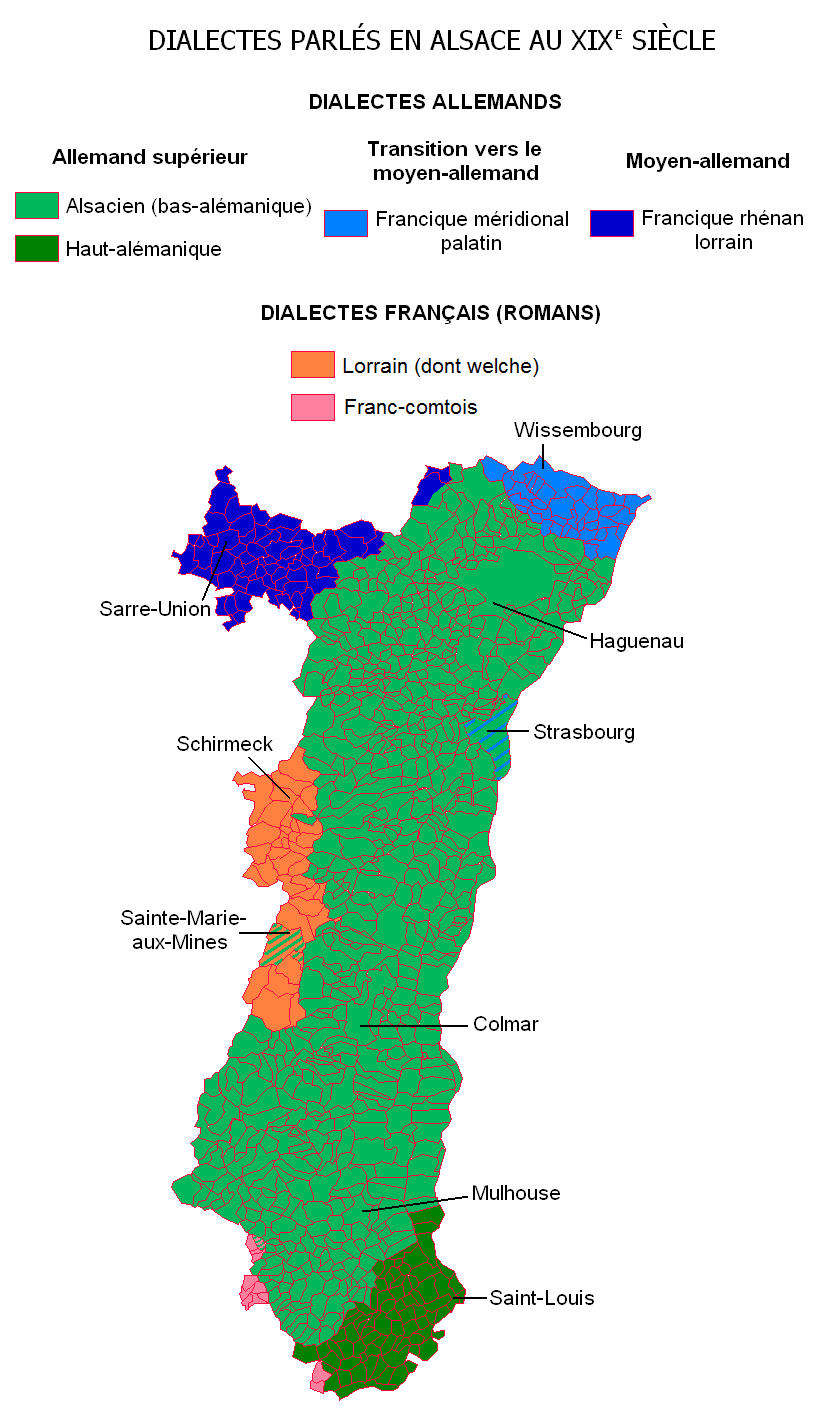
L'alsacien et les autres dialectes parlés en Alsace.

  - bas alémanique alsacien (majeure partie de l'Alsace, traditionnellement subdivisé par l'« esprit populaire » entre bas-rhinois et haut-rhinois et par les linguistes entre bas-alémanique(s) du Nord et du Sud) ;
  - alémanique supérieur ;
    - Sundgauvien, en fait continuum allant progressivement du bas-alémanique au haut-alémanique alsacien - (3/4 du Sundgau, Sud haut-rhinois), proche du Schwyzerdütsch bâlois ;
    - walser ou valaisan, parler disparu en France, autrefois usité à Vallorcine (Vallée de Chamonix, Haute-Savoie) ;
- francique méridional (sud-occidental), autour de Wissembourg et Lauterbourg, extrême Nord-Est bas-rhinois.

##### Langue mixte à base germanique
- yéniche

La communauté yéniche d'Alsace use comme celles d'Allemagne (Bade-Wurtemberg, Bavière, Rhénanie-Palatinat, Rhénanie-du-Nord-Westphalie), d'Autriche et de Suisse d'un idiome intégrant à une base alémanique un important thésaurus extérieur emprunté tant à l'hébreu, qu'au sociolecte rotwelsch ou aux langues roms (principalement le sinti). Des influences celtiques, yiddish occidentales, romanes ou slaves imprègnent aussi cette langue à codes[réf. nécessaire].
Également appelés Vanniers, ces catholiques sont semi-nomades et sont plusieurs milliers à maîtriser une langue réputée « secrète », un cryptolecte, où certains mots simples (Papa, gens, maison, bon…) diffèrent totalement de leurs équivalents alsaciens[réf. nécessaire].

#### Bas-francique

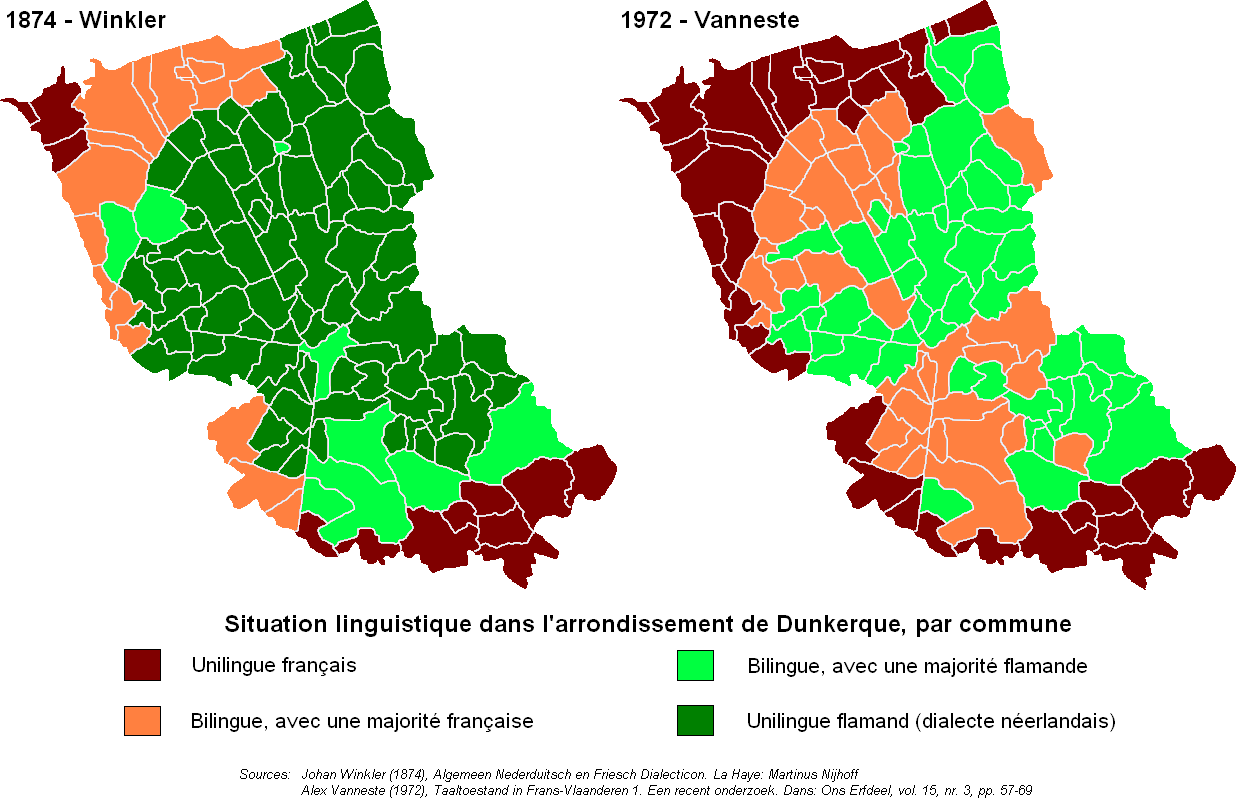
Carte linguistique dans le Westhoek français en 1874 et en 1972.

- flamand occidental (rattaché au sous-ensemble bas francique)

Le flamand occidental, encore appelé « flamand de France », « flamand français » ou encore « langue régionale flamande », est parlé en France dans un territoire compris entre la Lys (rivière) et la Mer du Nord, c'est-à-dire entre Bailleul et Dunkerque. On qualifie aussi cette petite région de Westhoek (coin occidental) ou de Flandre maritime. Du point de vue administratif, la Flandre flamandophone correspond grosso modo à l'arrondissement de Dunkerque[réf. nécessaire].

### Breton

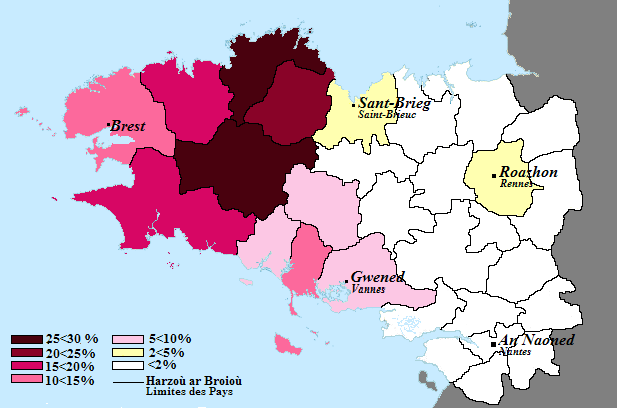
Distribution relative des brittophones, d'après le diagnostic de l'état de la langue bretonne mené par l'Office de la langue bretonne en 2004.

Le breton est une langue celtique du groupe brittonique. Actuellement[Quand ?], environ 260 000 personnes parlent le breton. Il est courant de distinguer dans la langue bretonne quatre dialectes principaux différents :
- breton cornouaillais (Kerneveg), parlé en Cornouaille (Kernev ou Bro Gernev) ;
- breton léonard (Leoneg) ;
- breton trégorrois (Tregerieg) ;
- breton vannetais (Gwenedeg), parlé dans le Vannetais (Bro-Gwened ou Bro Wened).

On peut y ajouter à titre historique le breton guérandais parlé jusqu'à très récemment à Batz-sur-Mer en Loire-Atlantique[réf. nécessaire].
Cependant, de nombreux linguistes considèrent cette approche comme simpliste et préfèrent parler d'un continuum linguistique entre les deux pôles archaïsants que sont les dialectes bas-léonard et haut-vannetais[réf. nécessaire].
Une approche alternative découpe la langue en deux grandes zones[réf. nécessaire] :
- le KLT (cornouaillais de l'ouest et du centre de la Bretagne, léonard et trégorrois), parlé traditionnellement dans le Finistère et l'ouest des Côtes d'Armor ;
- le Vannetais (vannetais de l'ouest, vannetais de l'est), parlé traditionnellement à l'ouest du Morbihan ; celui parlé à l'extrême ouest de la Loire Atlantique a aujourd'hui pratiquement disparu.

### Langues indo-aryennes
Plus de cent mille descendants - très majoritairement sédentarisés - d'une population ayant fui le Nord de l'Inde au XIe siècle usent des parlers romani et sinté. Lors de sa pérégrination vers l'Europe, ce groupe a effectué des emprunts lexicaux au persan, aux populations du Sultanat de Roum où elle a séjourné trois siècles puis atteignant l'Europe au tournant du XIVe siècle aux langues balkaniques.

#### Romani
Présent en France dans les mêmes régions depuis des siècles, le romani se perpétue au sein d'une population désormais largement sédentarisée. Cette langue indo-iranienne du sous-groupe groupe indo-aryen est parlée sous des formes diverses par plusieurs dizaines de milliers de locuteurs. Elle est considérée dans le rapport Cerquiglini comme un « idiome non territorialisé ».
On notera que récemment plus de vingt mille roms venus des Balkans et de Hongrie ont émigré en France. Leurs idiomes diffèrent des dialectes romani déjà présent sur le territoire français[réf. nécessaire].

#### Sinté (manouche)
Issus des pays germanophones, présents en Alsace depuis le XVe siècle, les Manouches ont souvent rejoint le restant du territoire français après l'annexion allemande de 1871. En Europe centrale, la langue s'étant progressivement distancée de la matrice romani en adoptant certains traits morphologiques germaniques, l'intercompréhension entre locuteurs romani et sinté n'est pas possible spontanément. Dans l'Hexagone, quelques dizaines de milliers de manouches parlent cet idiome, toujours concurremment avec le français mais souvent avec une langue locale. Ainsi, en Alsace, les Manouches sont souvent trilingues (français, sinté, alsacien) et pour certains, peuvent, du fait de déplacements professionnels fréquents outre-Rhin, également très bien maîtriser l'allemand[réf. nécessaire].

### Basque

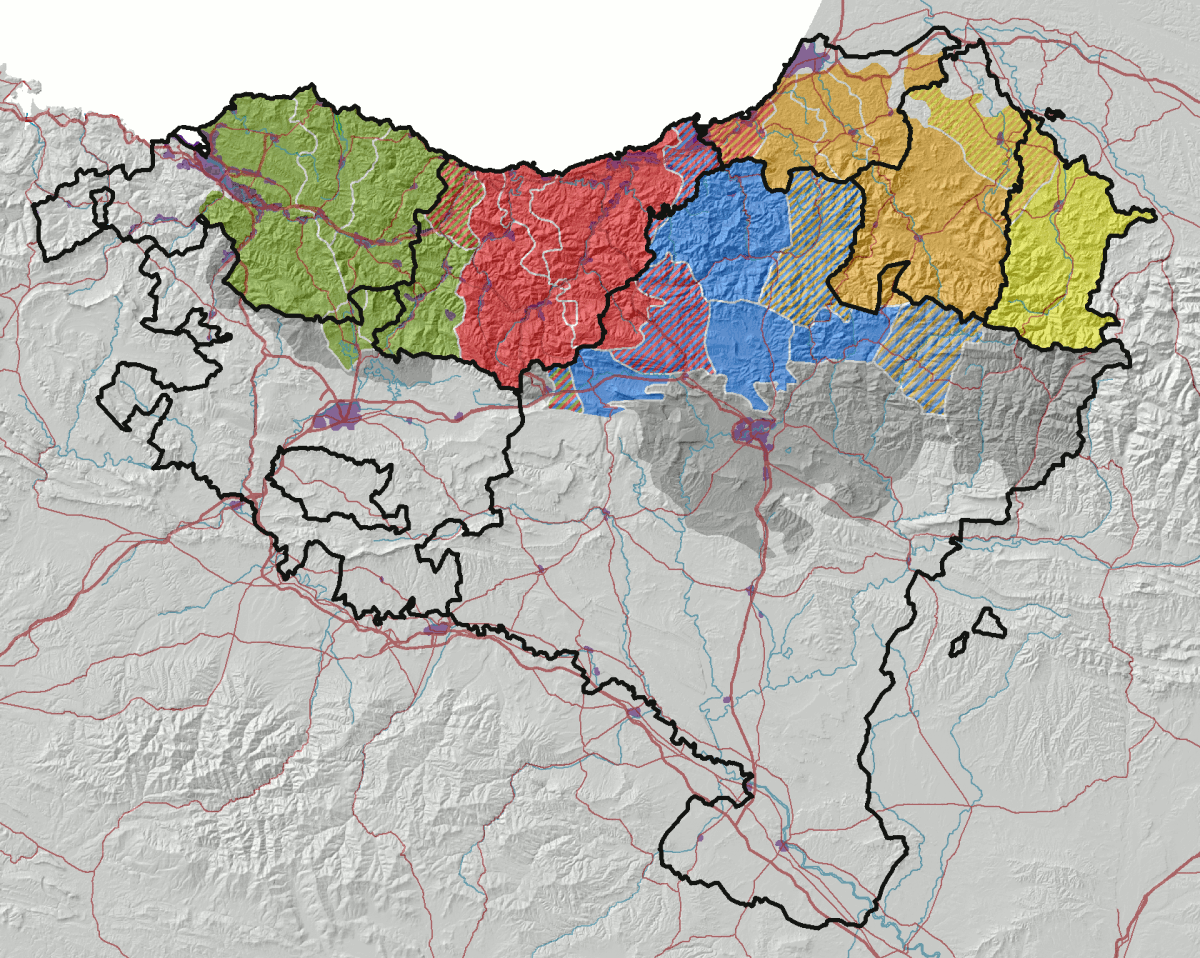
Le navarro-labourdin
Le souletin

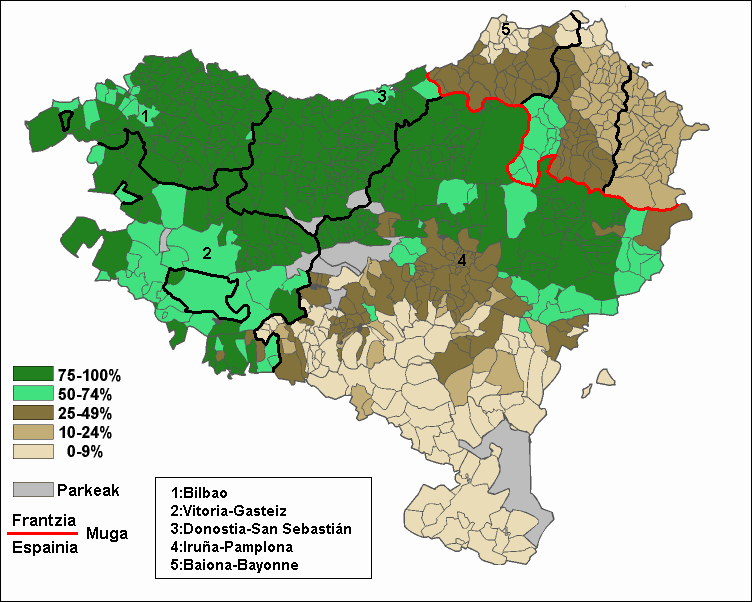
Scolarité en basque.

Le basque ou euskara est la seule langue non indo-européenne présente traditionnellement sur le territoire métropolitain. Le basque unifié, désormais enseigné partout au Pays basque, est le seul isolat d'Europe et issu d'un continuum linguistique de cinq dialectes. Deux de ces derniers se situent en France sous les formes suivantes :
- navarro-labourdin
- souletin

Quant au basque unifié (Euskara batua), construit principalement sur les dialectes centraux du guipuscoan et du navarrais, ayant aussi ses racines dans le labourdin classique du XVIIe siècle, il sert de base à la langue écrite d'aujourd'hui et est la forme enseignée dans les écoles, notamment dans les Ikastolak en France ou dans le système public d'enseignement de la Communauté autonome basque et de Navarre.
Ce basque standard ne se substitue nullement aux dialectes locaux, son objectif étant d'investir tous les secteurs formels tels que les émissions de radio-télévision, presse écrite, internet, recherche, enseignement, littérature, administration, doublage de films, informations générales, panneaux de signalisation, etc. Dans les domaines informels, en revanche, le dialecte local est utilisé, tout particulièrement dans les espaces où se trouvent les bascophones natifs. Malgré tous ces changements, il semble bien qu'à moyen terme, les dialectes navarro-labourdin et souletin risquent de disparaitre avec leurs locuteurs et d'être remplacés par une langue unie : le batua.

## Langues de Corse

### Corse
La langue corse appartient au groupe italo-roman. On y distingue deux grands rameaux (it) (cf carte) auxquels il est possible de rattacher toutes les formes locales de corse[réf. nécessaire] :
- parler traditionnel cismuntincu, au nord, de plus grande proximité avec les dialectes toscans ;
- parler traditionnel pumuntincu, au sud, également, quoique de manière plus distante, rattaché à la famille toscane, qui utilise comme le sarde et le sicilien le son cacuminal.

Le pumuntincu se prolonge jusqu'en Sardaigne par le gallurais, parler proche de la variante méridionale dite « sartenaise » (laquelle est parlée presque à l'identique sur les îles de la Maddalena), du fait de migrations successives des Corses dans l'île, du XVIIe siècle (?) au XVIIIe siècle[réf. nécessaire].
Au nord-ouest de la Sardaigne, le sassarais, également défini comme « corso-sarde », est réputé transitionnel au sein d'un diasystème corse / sarde (logoudorais central). Sa naissance se situe au XIIe siècle, en tant que dialecte mercantile entre les différents peuples de la nouvelle ville de Sassari (notamment Sardes, Corses, Génois et Pisans, puis Catalans et Espagnols). Il a eu une évolution autonome du corse et du gallurais[réf. nécessaire].

### Parlers liguriens
Groupe[réf. nécessaire] :
- bonifacien : parler de Bonifacio, proche du génois (ligurien ou ligure, mais cette fois-ci oriental (La Spezia). Quelque 600 à 800 personnes peuvent user de cet idiome appartenant comme le calvais et le tabarquin à la famille du ligurien colonial (voir (it) Dialetto ligure coloniale) ;
- calvais : comme Bonifacio, Calvi, cité du Nord-ouest côtier, utilisait probablement, de par son ancienne qualité de ville de garnison génoise, un dialecte ligure (bien que cette hypothèse ne soit pas prouvée par des écrits, alors qu'elle l'est pour Bonifacio). Aujourd'hui éteint, ce dialecte persiste par certains mots et expressions de la forme corse locale.

### Grec de Cargèse
Alternativement avec le corse, le grec populaire présent à Cargèse depuis 1676 reste compris par une minorité des septuagénaires d'ascendance hellénique. Il ne se transmet que de manière très résiduelle à des jeunes qui souvent revendiquent une identité multiple. Le grec subsiste toutefois par la langue classique de la liturgie byzantine (celle des évangiles) ou à travers quelques expressions populaires utilisées comme marqueurs du particularisme local[réf. nécessaire].
La dhimotikí (grec moderne contemporain) n’est pas naturellement comprise[réf. nécessaire].

## Langues d'outre-mer

### Créoles caraïbes et réunionnais

#### Créoles à base lexicale française
- Créole guadeloupéen
- Créole guyanais
- Créole martiniquais
- Créole réunionnais

#### Créoles à base lexicale anglo-portugaise
Ces créoles sont parlés par les Bushi-Nengué de Guyane[réf. nécessaire] :
- saramaka (prédominance du portugais)
- langue des Aluku, des Ndjuka et des Paramaka (prédominance de l'anglais) :
  - aluku
  - ndjuka
  - paramaca

#### Anglais saint-martinois
Il s'agit d'un créole à base lexicale anglaise dont l'usage est largement majoritaire sur les zones d'administration française et néerlandaise. À l'écrit, l'anglais est, comme dans la partie néerlandaise, utilisé préférentiellement. Le français garde une forte importance administrative dans ce petit territoire longtemps rattaché à la Guadeloupe où l'espagnol créolisé, le néerlandais et le papiamento sont également courants[réf. nécessaire].

### Langues amérindiennes
Langues des Amérindiens de Guyane :
- Les langues parlées par les Wayãmpis et les Tekos sont d'appartenance tupi-guarani ;
- Le kali'na et la langue parlée les Wayanas sont d'appartenance caribe ;
- Les langues parlées par les palikur et les lokono sont d'appartenance arawak.

### Langues hmong
Parlées par les réfugiés Hmong installés en Guyane (Cacao, Javouhey, Saint-Laurent-du-Maroni, Rococoua, Corrossony)[réf. nécessaire].

### Langues kanak
Parlées en Nouvelle-Calédonie[réf. nécessaire] :
- nyelâyu
- kumak
- caac
- yuaga
- jawe
- nemi
- fwâi
- pije
- pwaamèi
- pwapwâ
- dialectes de la région de Voh-Koné (Grande-Terre)
- cèmuhî
- paicî
- ajië
- arhâ
- arhô
- ôrôwe
- neku
- sîchë
- tîrî
- xârâcùù
- xârâgurè
- drubea
- numèè
- nengone
- drehu
- iaai
- fagauvea (langue polynésienne, issue du wallisien avec de nombreux emprunts à l'iaai)

### Langues polynésiennes
Parlées en Polynésie française :
- tahitien
- marquisien (marquisien du Nord et marquisien du Sud sont parfois considérés comme deux langues différentes)
- langue des Tuamotu ou pa’umotu (comprend sept variantes dialectales ou aires linguistiques : Parata, Vahitu, Maragai, Fagatau, Tapuhoe, Napuka, et Mihiroa)
- mangarévien (reo mangareva) des îles Gambier
- langue de Rurutu (Îles Australes)
- langue de Raivavae (Îles Australes)
- langue de Rapa (îles Australes)
- langue de Rimatara (îles Australes)
- langue de Tubuai (îles Australes)

Parlées à Wallis-et-Futuna :
- wallisien
- futunien

Parlées en Nouvelle-Calédonie :
- fagauvea (wallisien occidental)

### Langues de Mayotte
- shimaoré
- shibushi

## Comparaisons du vocabulaire
Exemples de mots de vocabulaire donné dans plusieurs langues régionales de France (en vert les langues d'oïl, en orange le francoprovençal, en rouge les langues d'oc, en violet les langues germaniques, en bleu les langues celtiques et en marron le basque). À titre indicatif, les exemples sont aussi donnés en ancien français, en latin (pour les langues romanes), en gallois (pour la comparaison avec le breton) et en allemand et néerlandais (pour la comparaison des langues germaniques). Les langues données sont ainsi : français, latin, ancien français, normand, picard, gallo, francoprovençal, occitan, gascon, provençal, corse, italien, alsacien, flamand, allemand, néerlandais, breton, gallois, basque[réf. nécessaire].

### Comparaisons de vocabulaire entre les langues romanes
| latin                                                                                     | langues d'oïl | langues d'oïl                                                                        | langues d'oïl               | langues d'oïl                           | langues d'oïl                            | langues d'oïl           | langues d'oïl                 | langues d'oïl                                                       | langues d'oïl             | franco-provençal (arpitan)  | langue d'oc (occitan)      | langue d'oc (occitan)        | langue d'oc (occitan)                | langue d'oc (occitan)          | catalan           | corse               | italien                 | espagnol            |
| latin                                                                                     | français      | normand                                                                              | picard                      | berrichon                               | tourangeau                               | mainiot                 | bourguignon                   | wallon                                                              | gallo                     | franco-provençal (arpitan)  | occitan languedocien       | gascon                       | provençal                            | auvergnat-limousin             | catalan           | corse               | italien                 | espagnol            |
| stella                                                                                    | étoile        | éteile                                                                               | étoéle                      | étoéle                                  | étouéle                                  | étaile                  | étoile                        | stoele                                                              | étaile                    | étêla                       | estèla                     | estela                       | estèla estello                       | estiala                        | estel             | stella              | stella                  | estrella            |
| castellu(m)                                                                               | château       | câté                                                                                 | catieu / catiau             | châtiau                                 | châtiau / châtieu / châquiau / châquieu  | châtieau                | chaîteâ                       | tchestea                                                            | châtel (l muet)           | châtél                      | castèl                     | castèth                      | castèu                               | chastèu                        | castell           | castellu            | castello                | castillo            |
| cattu(m), gattu(m)                                                                        | chat          | cat                                                                                  | cot / cat                   | chat                                    | chate                                    | chat                    | chait                         | tchet                                                               | chat                      | chat                        | cat                        | gat                          | cat, gat                             | chat                           | gat               | Ghjattu, misgiu     | gatto                   | gato                |
| cane(m)                                                                                   | chien         | quien, tchien, quyin                                                                 | kien / tchien               | chin                                    | chian                                    | chin                    | chein                         | tchén                                                               | chein                     | chen                        | can, gos                   | can                          | can                                  | chin, chen                     | gos, cà           | canu, ghjaccaru     | cane                    | perro, can          |
| vacca(m)                                                                                  | vache         | vaque                                                                                | vake                        | vace / vache                            | vache                                    | vache                   | vaiche                        | vatche                                                              | vache                     | vache                       | vaca                       | vaca                         | vaca vaco                            | vacha                          | vaca              | mucca, vacca        | mucca, vacca            | vaca                |
| flore(m)                                                                                  | fleur         | flleur                                                                               | fleur                       | flour                                   | fieur / fiour / fleur / flour            | fiour                   | fleur                         | fleur                                                               | flour                     | fllôr                       | flor                       | hlor                         | flor flour                           | flor                           | flor              | fiora               | fiore                   | flor                |
| terra(m)                                                                                  | terre         | terre                                                                                | tère / tière                | tarre / terre                           | tarre / térre                            | terre                   | târre                         | tere                                                                | terre                     | tèrra                       | tèrra                      | tèrra                        | terra terro                          | terra                          | terra             | terra, tarra        | terra                   | tierra              |
| herba(m)                                                                                  | herbe         | herbe                                                                                | erbe                        | harbe                                   | harbe hérbe                              | herbe / harbe           | harbe                         | yebe                                                                | herbe                     | hèrba                       | èrba                       | èrba, gèrba                  | èrba erbo                            | erba                           | herba             | erba                | erba                    | hierba              |
| aqua(m)                                                                                   | eau           | iâo                                                                                  | ieu / iau                   | iau, aive                               | égue / éve / iau                         | ève, iau                | eâ, âve                       | aiwe                                                                | ève                       | égoua, éva                  | aiga                       | aiga, aga                    | aiga aigo                            | aiga                           | aigua             | acqua               | acqua                   | agua                |
| homo (« être humain »), hominem ; masculus                                                | homme         | houme                                                                                | onme                        | houme                                   | houme                                    | homme                   | houme                         | ome                                                                 | homme                     | homo                        | òme                        | òmi, òme                     | òme ome                              | òme                            | home              | omu                 | uomo                    | hombre              |
| femina, domina, femella                                                                   | femme         | femme, fème, fame                                                                    | fanme, danme                | fène, fumelle                           | fumelle                                  | fame                    | fanne                         | feme                                                                | famme                     | fèna                        | femna                      | hemna                        | frema, femna fremo,frumo, femno      | femna                          | dona              | donna, femina       | donna                   | doña                |
| lingua, idioma                                                                            | langue        | loceis, prêchi, laungue                                                              | lingue, langue              | lingue                                  | nangue / iguiome                         | langue, langaige        | langue, langaige              | linwe, lingaedje                                                    | lengue                    | lengoua                     | lenga                      | lenga, lenca, luenga         | lenga, linga lengo, lingo            | lenga, linga                   | idioma, llengua   | lingua              | lingua                  | idioma, lengua      |
| egō                                                                                       | je            | je                                                                                   | ej                          | je                                      | je / i                                   | je                      | i                             | dji                                                                 | je                        | jo, je                      | ieu                        | jo                           | ieu iéu                              | ieu, io                        | jo                | eiu                 | io                      | yo                  |
| tū                                                                                        | tu            | tu                                                                                   | tu                          | tu                                      | tu                                       | tu                      | tu                            | tu (rare)                                                           | tu                        | te, tu                      | tu                         | tu                           | tu                                   | tu                             | tu                | tù                  | tu                      | tú                  |
| ille                                                                                      | il            | i (il devant voyelle)                                                                | i (il devant voyelle)       | il (-l non-prononcé)                    | i (il devant voyelle)                    | il (-l non-prononcé)    | ai (el devant voyelle)        | i (il devant voyelle)                                               | il                        | il                          | el                         | eth                          | éu                                   | éu                             | ell               | ellu, eddu, iddu    | egli                    | él                  |
| nōs (dans beaucoup de langues d'oïl, la forme du singulier issue de egō s'est substituée) | nous          | je, nos                                                                              | (n)os                       | je                                      | je                                       | je                      | i                             | nos, dji                                                            | nous -nous-autres), je    | nos                         | nos, nosautres             | nos, nosaus, mos             | nos, nautre nous,                    | nos, nautes                    | nosaltres         | noi                 | noi                     | nos, nosotros       |
| vōs                                                                                       | vous          | vos                                                                                  | (v)os                       | ous, vous-autes/-autres                 | vousoutes / vosoutes                     | vous                    | vos                           | vos                                                                 | vous (vous-autres)        | vos                         | vos, vosautres             | vos, vosaus                  | vos, vautre vos,                     | vos, vautes, valtes            | vosaltres         | voi                 | voi                     | vos, vosotros       |
| illi, illos, illōrum                                                                      | ils           | i (il devant voyelle)                                                                | i(l), is                    | ils (-l muet)                           | is                                       | il (-l final muet)      | ai (el devant voyelle)        | i (il devant voyelle)                                               | il                        | ils                         | els                        | eths, eras                   | eli, elei                            | elhs                           | ells, elles       | elli, eddi, iddi    | loro                    | ellos               |
| esse, *essėre ; stare                                                                     | être          | yête, ête                                                                            | ète                         | ête / être                              | ête                                      | être                    | étre                          | esse                                                                | être                      | étre, étar                  | èsser, estar               | ester, èste, estre ; estar   | esser, estre estar èsse, èstre, ista | estre, èsser ; estar           | ésser, ser, estar | esse, essa ; stà    | essere                  | ser, estar          |
| habēre, tenēre                                                                            | avoir         | avei, avaer                                                                          | avoèr                       | avoér                                   | a(v)ouére                                | avair                   | aivoi                         | aveur, awè                                                          | avair                     | avêr                        | aver                       | aver                         | aver, aguer avé, agué                | aveir(e), agússer              | tindre, tenir     | avè                 | avere                   | haber, tener        |
| posse, *potere                                                                            | pouvoir       | pouvei                                                                               | puvoér                      | poére, pouvoér                          | pouére                                   | pouair                  | peuvoi                        | poleur                                                              | pouair                    | possêr, poyêr, povêr        | poder                      | poder                        | poder, posquer poudé, pousqué        | podeir(e)                      | poder             | pudè                | potere                  | poder               |
| manducare, comere                                                                         | manger        | mouogi, maqui/maquer                                                                 | minger                      | manger                                  | migner                                   | manger                  | maingé                        | mindjî, magnî                                                       | manger                    | mengiér                     | manjar                     | minjar                       | manjar manja                         | manjar                         | menjar            | manghjà, magnà      | mangiare                | comer               |
| *tumbare, cadere                                                                          | tomber, choir | quei, queir, tumbaer                                                                 | tchère, tumber              | tumber, choére                          | tumber, chouére                          | chair, tumber           | chouore, tombai               | tchaire, toumer                                                     | cheair                    | chêre                       | caire / càser, tombar      | càger, càder, càser          | tombar toumba                        | chaire / chàser, tombar        | caure             | cascà               | cadere                  | caer                |
| latin                                                                                     | français      | normand                                                                              | picard                      | berrichon                               | tourangeau                               | mainiot                 | bourguignon                   | wallon                                                              | gallo                     | franco-provençal            | occitan languedocien       | gascon                       | provençal                            | auvergnat-limousin             | catalan           | corse               | italien                 | espagnol            |
| unu(m), una(m)                                                                            | un, une       | un, eune (yun, yeune)                                                                | un, unne                    | un, unne                                | eun, eune                                | un, une                 | ein, eine                     | on; one, ene, ine                                                   | un, une                   | un (yon), una ('na)         | un, una                    | un, ua                       | un, una un, uno                      | un, una                        | u (un), una       | un (unu), una       | un (uno), una           | un, una             |
| duo(s), duae (fém.)                                                                       | deux          | déeus                                                                                | deus, deusse (fém., rare)   | deux                                    | deusse / deuye                           | doux                    | deus                          | deus                                                                | doux, doues               | dous, doves (fém.)          | dos, doas (fém.)           | dus, duas (fém.)             | dos, doas (fém.) dous, douas         | dos, doas (fém.)               | dos, does (fém.)  | dui                 | due                     | dos                 |
| tres, tria (fém.)                                                                         | trois         | treis                                                                                | troés, troésse (fém., rare) | troés                                   | treis / troués                           | trais                   | trois                         | troes                                                               | trais                     | três                        | tres                       | tres                         | tres                                 | tres                           | tres              | tré                 | tre                     | tres                |
| quattuor                                                                                  | quatre        | quate                                                                                | quate                       | quate / quatre                          | quate                                    | quatre                  | quaitre                       | cwate                                                               | quatre                    | quâtro                      | quatre                     | quate                        | quatre                               | quatre                         | quatre            | quattru             | quattro                 | cuatro              |
| *cinque, quinque                                                                          | cinq          | chinc                                                                                | chinc / chonc               | cinq                                    | cingne                                   | cinq                    | cinq                          | cénk                                                                | cinc                      | cenc (-c final muet)        | cinc                       | cinc                         | cinc                                 | cinc                           | cinc              | cinqui              | cinque                  | cinco               |
| bibėre                                                                                    | boire         | beire                                                                                | boére                       | boére, boévre                           | bouére                                   | baire                   | beuvre, boivre                | boere                                                               | baire                     | bêre                        | beure                      | béver, búver                 | beure béure                          | bieure                         | beure             | beie, bia           | bere                    | beber               |
| vidēre                                                                                    | voir          | vei                                                                                  | vir                         | voére                                   | vouére / ouére                           | vair                    | voi                           | vey, vir                                                            | vair                      | vêre                        | veire, véser               | véser, véder, véger          | veire, vèire                         | veire                          | veure             | vede, veda          | vedere                  | ver                 |
| gaul. aliu (?), ambulare, *ambitare, ire                                                  | aller         | allaer                                                                               | aler                        | aller                                   | aler                                     | aller                   | ailai                         | aler                                                                | aller                     | alar                        | anar                       | anar                         | anar ana                             | anar, 'nar                     | anar              | andà                | andare                  | ir                  |
| venīre                                                                                    | venir         | veni, venin                                                                          | vnir                        | venir (-r final muet)                   | veinde / v'nir (r muet) / m'nir (r muet) | venir (-r final muet)   | veni, veinre                  | vini                                                                | viendre, venir            | vegnir                      | venir                      | viéner, vénguer, véner, vier | venir veni                           | venir                          | venir             | vene, vena          | venire                  | venir               |
| *accaptare, comparare                                                                     | acheter       | acataer                                                                              | acater                      | achater                                 | achater / ajapter / aj'ter               | acheter                 | aichetai                      | atchiter / atchter, acater                                          | acheter, ageter           | achetar                     | comprar (crompar), acaptar | crompar                      | achatar, crompar achata, croumpa     | crompar, achatar, 'chatar      | comprar           | cumprà accattà      | comprare                | comprar             |
| vita                                                                                      | vie           | vie                                                                                  | vie                         | vie                                     | viye                                     | vie                     | vie                           | veye                                                                | vie                       | via                         | vida                       | vida                         | vida vido                            | vida                           | vida              | vita                | vita                    | vida                |
| anima                                                                                     | âme           | âme                                                                                  | ainme                       | aîme                                    | âme                                      | ârme                    | ârme, aîme                    | åme                                                                 | ârme, âme                 | ârma                        | anma, arma                 | amna                         | ama, armeta, èime amo, armèto èime   | ama                            | ànima             | alma, ànima         | alma, anima             | alma, ánima         |
| cælum                                                                                     | ciel          | cyil                                                                                 | ciu                         | cial                                    | cieu                                     | ciel / cieau            | cier                          | cir                                                                 | temps, nue, cieu          | cièl                        | cèl                        | cèu                          | cèu                                  | cial, ciau                     | cel               | celu, celi          | cielo                   | cielo               |
| alter                                                                                     | autre         | âote                                                                                 | eute                        | aute / autre                            | oute                                     | autre                   | autre                         | åte / ôte                                                           | autre                     | ôtro                        | autre                      | aute                         | autre                                | aute, alte                     | altre             | altru, antru, astru | altro                   | otro                |
| mansione(m), *mansionile(m), *mansionata *mansionaticum, hospitalis, casa                 | maison, hôtel | maèson/ mouaison (dans le bessin), hôté, mêni                                        | moaison, heutel             | maison, hoûtel (-l final muet), caillon | méeson, houstiau, housquiau, houquiau    | maison, hôtel           | mageon / maizon, mêgnie, hôté | måjhon, måjhone, manaedje                                           | hôtel, maison             | mêson, hèpetâl              | ostal, casa                | ostau                        | ostau oustau                         | ostau, ostal                   | casa, hostal      | casa, albergu       | casa, magione, ospedale | casa, mesón, hostal |
| fabrica, stationem, officīna, *ferraria                                                   | forge         | forgue                                                                               | forge                       | fourge                                  | fourge                                   | forge                   | fôrge                         | foidje                                                              | forge                     | favèrge                     | farga                      | hòrga, harga                 | fabrega fabrego                      | farja, fàuria                  | farga, fàbrica    | stazzona            | fucina                  | herrería            |
| qualis, quinam                                                                            | quel, quelle  | qué/quyi(l), quyile, queule                                                          | queu, quèle                 | queu, quelle                            | quieu, quieule                           | quieau, quelle          | quei                          | ké, kene                                                            | queul, queule             | quint, quinta ; quâl, quâla | quin, quina ; qual, quala  | quin, quina                  | quin, quina quin, quino              | quin, quina ; quau/qual, quala | quin, quina       | chì                 | quale (inv.)            | cuál                |
| quid                                                                                      | quoi, que     | quei                                                                                 | quoé                        | quoé                                    | quéque, quoué,                           | quai                    | quoi                          | cwé                                                                 | quai                      | quê, que                    | qué                        | qué                          | qué, que                             | qué                            | què, que          | chì                 | ché, che                | qué                 |
| quis                                                                                      | qui           | qui                                                                                  | qui                         | qui                                     | quique                                   | qui                     | qui                           | ki                                                                  | qui                       | qui                         | qui, qual                  | qui                          | qui, quau, qu                        | qui                            | qui               | quale               | chi                     | quién               |
| quando                                                                                    | quand         | quaund                                                                               | quand                       | quanque                                 | quanque                                  | quand                   | quand, aiquand                | cwand                                                               | quand                     | quand                       | quan(d)                    | quan                         | quand, quouro                        | quan(d)                        | quan              | quandu              | quando                  | cuando              |
| ubi, *de ubi, *illac ubi, *in de ubi, unde, *de unde, usquam                              | où            | eyoù                                                                                 | doù, douque, dousque        | lavoù, ousque, lont                     | éyouque, onque                           | où, éyou                | laivoù, voù, ousque           | ewou, wice                                                          | où, eyoù                  | onte, yô                    | ont                        | on                           | ont(e) ounte, mounte, vounte         | on(t)                          | on                | induve, induva      | dove, ove               | donde               |
| latin                                                                                     | français      | normand                                                                              | picard                      | berrichon                               | tourangeau                               | mainiot                 | bourguignon                   | wallon                                                              | gallo                     | franco-provençal            | occitan languedocien       | gascon                       | provençal                            | auvergnat-limousin             | catalan           | corse               | italien                 | espagnol            |
| *quomodo, *quomodamente                                                                   | comment       | coument                                                                              | kmint                       | coument                                 | coumenque                                | comment                 | cômant                        | comint                                                              | comment                   | coment                      | coma                       | coma, quin                   | coma coumo                           | coma                           | com               | cume, cumu, comu    | come                    | como                |
| quantus, *quomodo bene, frq. *waigaro                                                     | combien       | combien                                                                              | combien, quant (rare)       | comben                                  | combenque                                | comben                  | combein                       | cwantes, cobén                                                      | combein                   | comben, gouéro              | quant                      | quant                        | quant                                | quant                          | quant             | quantu              | quanto                  | cuánto              |
| *pro quo, *pro quid, *de ubi venit quid                                                   | pourquoi      | pouorquei, pouorqui                                                                  | porquoé                     | pourquoé                                | porquoué / douveinque                    | pourquai                | porquoi                       | pocwè                                                               | pourquai                  | porquê                      | perqué                     | perqué                       | perqué                               | perqué                         | perquè            | perchè, parchì      | perché                  | porqué              |
| sic, vērē, *hoc ille, *hoc, *et hoc, *adwardare                                           | oui           | veire, oui                                                                           | oui                         | sia                                     | voui, aga                                | oui                     | sia, voui                     | oyi, awè                                                            | vaire                     | ouè, o                      | òc                         | quiòc, òc                    | òc, si o, voua, vouei, si            | e òc, òc                       | sí                | sì, iè              | sì                      | si                  |
| non, *non ille                                                                            | non           | non, nenni, nannin                                                                   | nin, nenni, nan             | nenni                                   | nenni                                    | nan, nenni              | nan, nenni                    | nén                                                                 | non, nennil               | nan                         | non                        | non                          | non, nani noun, nàni                 | non                            | no                | nò, innò            | no                      | no                  |
| non, *non ... passum, *non ... mīca, *non ... punctum                                     | ne ... pas    | ne ... pas, ne ... pés, ne ... pouent, ne ... bren, ne ... mie, ne ... miche / mèche | èn ... mie, èn ... point    | ne ... pâs                              | ... pâs, ... pouint                      | ne ... pas, ne ... pont | ne ... pas, ne ... pôgne      | ni ... nén, ni ... waire ni ... pont \|\| ne ... pas, ne ... pouent | ne ... pâs, ne ... pouent | (non) pas                   | non ... pas                | pas                          | pas                                  | no... pas                      | ùn, ùn ... micca  | non (non micca)     | no                      |                     |
| sum, egō sum                                                                              | je suis       | je sîs/j'sieus                                                                       | ej su                       | je seus                                 | je seuye, je sés                         | je seis                 | i seus                        | dji so                                                              | je sé                     | je su                       | soi                        | soi                          | siáu siéu                            | sei                            | sóc               | sò                  | sono                    | soy                 |
| es, tū es, *sis/sias, eris                                                                | tu es         | t'es                                                                                 | tu es, t'es                 | t'es                                    | t'es                                     | t'es                    | t'es                          | t' es                                                               | t'es                      | t'es                        | siás, ès                   | ès                           | siás siès                            | siás                           | ets               | sì                  | sei                     | eres                |
| est, *ille est                                                                            | il est        | il est                                                                               | il est                      | il est                                  | il est                                   | il est                  | el ât                         | il est                                                              | il est                    | il est                      | es                         | es, ei                       | es                                   | es                             | és                | hè                  | è                       | es                  |
| sumus, nos sumus, *egō sumus, estamus, *simus/siamus                                      | nous sommes   | je soumes                                                                            | nos sonmes                  | je sons                                 | je soumes, je sons                       | j'étommes               | i sans / sons                 | nos estans, dj' estans                                              | je sommes                 | nos sens (je sens)          | sèm                        | èm                           | siam sian                            | sem                            | som               | simu, semi          | siamo                   | somos               |
| estis, vos estis *sitis                                                                   | vous êtes     | vos êtes                                                                             | os ètes                     | ous étez                                | vo-étes                                  | vous étez               | vos étes                      | vos estoz                                                           | vous êtes                 | vos étes                    | sètz                       | ètz                          | siatz, siátz sias                    | setz, etz                      | sou               | site                | siete                   | sois                |
| sunt, *illi sunt, *illos sunt                                                             | ils sont      | il sont                                                                              | is sont                     | ils sont                                | is sont                                  | il sont                 | ai sont                       | i sont                                                              | il sont                   | ils sont                    | son                        | son                          | son soun                             | son                            | són               | sò                  | sono                    | son                 |

### Comparaisons de vocabulaire entre les autres langues régionales de France
| français | langues celtiques brittoniques | langues celtiques brittoniques | langues celtiques brittoniques | langues germaniques - groupes haut/moyen-allemand | langues germaniques - groupes haut/moyen-allemand | langues germaniques - groupes haut/moyen-allemand | langues germaniques - groupe bas-allemand | langues germaniques - groupe bas-allemand | basque             |
| français | breton                         | cornique                       | gallois                        | alsacien                                          | francique mosellan                                | allemand                                          | flamand de France                         | néerlandais                               | basque             |
| -------- | ------------------------------ | ------------------------------ | ------------------------------ | ------------------------------------------------- | ------------------------------------------------- | ------------------------------------------------- | ----------------------------------------- | ----------------------------------------- | ------------------ |
| je       | me                             | my                             | fi, mi                         | ich                                               | ich                                               | ich                                               | 'k, ik, ikke                              | ik                                        | ni                 |
| tu       | te                             | ty                             | ti, di                         | dü                                                | du                                                | du                                                | je, gy                                    | je, jij                                   | hi                 |
| il       | eñ(v)                          | ev                             | ef                             | er                                                | er                                                | er                                                | hen, hy, 'n                               | hij                                       | hau/hori/hura      |
| nous     | ni                             | ni                             | ni                             | mir                                               | mer                                               | wir                                               | me, wyder, wulder                         | we, wij                                   | gu                 |
| vous     | c'hwi                          | ghwi                           | chi, chwi                      | ihr                                               | ehr                                               | ihr                                               | je, gyder, julder                         | jullie                                    | zu/zuek            |
| ils      | int                            | i                              | hwy, nhw                       | sie                                               | se                                                | sie                                               | ze, zyder, zulder                         | ze, zij                                   | hauek/horiek/haiek |
| homme    | den                            | den                            | dyn                            | Mànn                                              | mann                                              | Mann                                              | man, mannemensch, manshoofd               | man                                       | gizon              |
| femme    | merc'h                         | mergh                          | merch                          | Frau                                              | frau                                              | Frau                                              | vrouwe, vrommensch                        | vrouw                                     | andere             |
| terre    | douar                          | dor                            | daear                          | Erd                                               | erde                                              | Erde                                              | èèrde                                     | aarde                                     | lurra              |
| langue   | yezh                           | yeth                           | iaith                          | Sproch                                            | sproch                                            | Sprache                                           | taele                                     | taal, spraak                              | hizkuntz           |
| eau      | dour                           | dowr                           | dŵr                            | Wasser                                            | wasser                                            | Wasser                                            | waeter                                    | water                                     | ura                |
| être     | bezañ                          | bos                            | bod                            | sin                                               | säin                                              | sein                                              | zyn                                       | zijn, wezen                               | izan               |
| avoir    | kaout                          | kavos                          | cael                           | hàn                                               | hebben                                            | haben                                             | hen                                       | hebben                                    | ukan               |